# Foro rotondo
Il foro rotondo è posizionato sulla superficie endocranica dell'osso sfenoide ed è attraversato dal ramo mascellare del nervo trigemino (V paio di nervi cranici).

## Localizzazione
È situato lateralmente al dorso della sella dello sfenoide, atta ad accogliere l'ipofisi, anteriormente al foro ovale, che dà passaggio al ramo mandibolare del nervo trigemino. Il foro rotondo mette in comunicazione la cavità endocranica con la fossa pterigopalatina.